# Sniper Elite 3
Sniper Elite 3 (ook bekend als Sniper Elite 3: Afrika of Sniper Elite III) is een tactical third-person shooter ontwikkeld door Rebellion Developments. Het spel wordt uitgegeven door Rebellion voor Windows en door 505 Games voor PlayStation 3, PlayStation 4, Xbox 360 en Xbox One. Het spel kwam voor deze platformen op 27 juni 2014 uit. Sniper Elite 3 is het derde spel in de primaire Sniper Elite-serie en is de opvolger van Sniper Elite V2 uit 2012.

## Setting
In tegenstelling tot nazi-Duitsland in de vorige spellen in de serie, speelt Sniper Elite 3 zich af in Noord-Afrika.

## Ontvangst
| Recensiescore       | Recensiescore                      |
| Recensieverzamelaar | Score                              |
| ------------------- | ---------------------------------- |
| GameRankings        | PS4: 64% Win: 78,4% X1: 68%        |
| Metacritic          | PS4: 65/100 Win: 73/100 X1: 64/100 |
| Publicist           | Score                              |
| Eurogamer           | 7/10 (PS4)                         |
| Game Informer       | 6,5/10 (PS4, Win)                  |
| Gamer.nl            | 8/10 (Win)                         |
| GamesRadar+         | 3/5 (X1)                           |
| IGN                 | 8,2/10 (PS4, Win)                  |
| InsideGamer         | 8-/10 (Win)                        |
| PC Gamer (VS)       | 70/100 (Win)                       |
| Power Unlimited     | 75/100 (Win)                       |
| XGN                 | 7,5/10 (Win)                       |

Sniper Elite 3 is over het algemeen redelijk tot goed ontvangen. Recensieverzamelaars Metacritic en GameRankings komen op cijfers rond de 6,5 voor de PlayStation 4 en Xbox One-uitgaves, waar de Windows-versie gemiddeld een punt hoger scoort.

### Verkoop
In de week na de release van Sniper Elite 3 in Europa werd het het best verkochte computerspel in het Verenigd Koninkrijk.